# Into the Unknown (альбом Bad Religion)
Into the Unknown другий студійний альбом гурту Bad Religion, який було видано 30 вересня, 1983. Альбом дуже відрізняється від попереднього; замість хардкор хардкор-панку, альбом характерний повільним темпом, з використанням електронного органу, фортепіано та прогресивний року з впливом хард-рок-звучання. Into the Unknown єдиний альбом Bad Religion де присутні Пол Дедона на бас-гітарі, Деві Голдман на ударних, так як Джей Бентлі та Піт Файнстоун повернулись до гурту у 1986. Це також перший з 6 альбомів Bad Religion де не використано їх власний шрифт на обкладинці, а також єдиний альбом з треком тривалістю понад 5 хвилин.
Into the Unknown є найбільш спірним релізом гурту; незважаючи на схвальні відгуки від музичних критиків, це був комерційний провал (Гуревич). Він не перевидавався аж до 2010 року, коли він вийшов на вінілі як частина збірки 30 Years of Bad Religion.

## Список композицій
| Сторона А | Сторона А                | Сторона А | Сторона А  |
| #         | Назва                    | Автор     | Тривалість |
| --------- | ------------------------ | --------- | ---------- |
| 1.        | «It's Only Over When…»   | Граффін   | 3:36       |
| 2.        | «Chasing the Wild Goose» | Гуревич   | 2:50       |
| 3.        | «Billy Gnosis»           | Гуревич   | 3:31       |
| 4.        | «Time and Disregard»     | Граффін   | 7:03       |

| Сторона B | Сторона B           | Сторона B | Сторона B  |
| #         | Назва               | Автор     | Тривалість |
| --------- | ------------------- | --------- | ---------- |
| 5.        | «The Dichotomy»     | Гуревич   | 4:52       |
| 6.        | «Million Days»      | Граффін   | 3:47       |
| 7.        | «Losing Generation» | Граффін   | 3:37       |
| 8.        | «…You Give Up»      | Граффін   | 2:55       |

## Персонал
- Грег Граффін - вокал, синтезатор, фортепіано, акустична гітара, виробництво
- Бретт Гуревич - електрогітара, акустична гітара, бек-вокал, виробництво
- Пол Дедона - бас-гітара
- Деві Голдмен - ударні
- Jim Mankey - розробка